# Odontomelus rudolfi
Odontomelus rudolfi är en insektsart som beskrevs av Nicholas David Jago 1995. Odontomelus rudolfi ingår i släktet Odontomelus och familjen gräshoppor. Inga underarter finns listade i Catalogue of Life.